# Шуб, Теодор Абрамович
Теодор Абрамович Шуб (1907—1957) — советский учёный-лингвист и фольклорист; организатор высшего образования. Кандидат филологических наук (1941), доцент (1942). Директор НИИ языка и культуры при СНК ЯАССР (1943—1947).

## Биография
Теодор Шуб родился в городе Бердичеве в семье рабочего-красильщика. Окончив в 1923 году школу, начал свою трудовую деятельность: работал слесарем, штамповщиком, паяльщиком. В 1926 году заинтересовался литературой и краеведением, сделал несколько переводов с украинского языка на белорусский.
В 1928 году поступил на факультет языкознания и материальной культуры Ленинградского государственного университета, в 1931 году окончил его историко-лингвистический факультет. По рекомендации академиков Николая Яковлевича Марра и Николая Севастьяновича Державина был зачислен в аспирантуру Ленинградского института истории, философии и лингвистики, одновременно с учёбой преподавая в ЛИФЛИ русский и украинский языки, с 1932 по 1933 годы заведовал его языковедческим и экскурсионно-переводческим отделением. По окончании в 1934 году аспирантуры исполнял обязанности помощника директора института по научной и учебной части, с конца 1934 по 1936 годы работал заместителем декана факультета языка и материальной культуры.
В 1936 году Теодор Абрамович был направлен в Якутию, где стал первым заведующим кафедрой языка и литературы Якутского педагогического института. В 1941 году защитил диссертацию на соискание степени кандидата филологических наук на тему «История причинного союза „ибо“ в русском языке», в 1942 году получил звание доцента по кафедре русского языка и общего языкознания. С февраля по август 1942 года занимал должность декана факультета русского и якутского языков, одновременно выполняя обязанности заместителя директора по научной и учебной части института.
В 1943 году Теодор Абрамович Шуб был назначен директором вновь открытого после приостановки деятельности в августе 1941 года Института языка и культуры. В 1946 году под его руководством была организована экспедиция по сбору русского фольклора, изучению русского диалекта и этнографии жителей посёлка Чокурдах и села Русское Устье.
После войны Шуб трижды писал прошение в Якутский обком ВКП(б) о разрешении на выезд на учёбу в докторантуру. Получив такое разрешение, в 1948 году уехал в Ленинград, стал доцентом кафедры русского языка, деканом литфака Ленинградского государственного педагогического института имени А. И. Герцена.
Похоронен на Богословском кладбище Санкт-Петербурга.

## Научная деятельность
Теодор Абрамович Шуб является автором более 20 научных трудов по языку и фольклору русских старожилов Русского Устья на Индигирке. Результаты экспедиции 1946 года нашли отражение в ряде научных статей, среди которых:
- Старожилое русское население низовьев Индигирки (Труды II Всесоюзн. географ. съезда. — Т. III. — М., 1949);
- Былины русских старожилов реки Индигирки (Русский фольклор: Материалы и исследования. — Вып. I. — М.; Л., 1956);
- Исторические песни из Русского Устья (Русский фольклор: Материалы и исследования. — Т. III. — М.; Л., 1958).